# Ross Watson

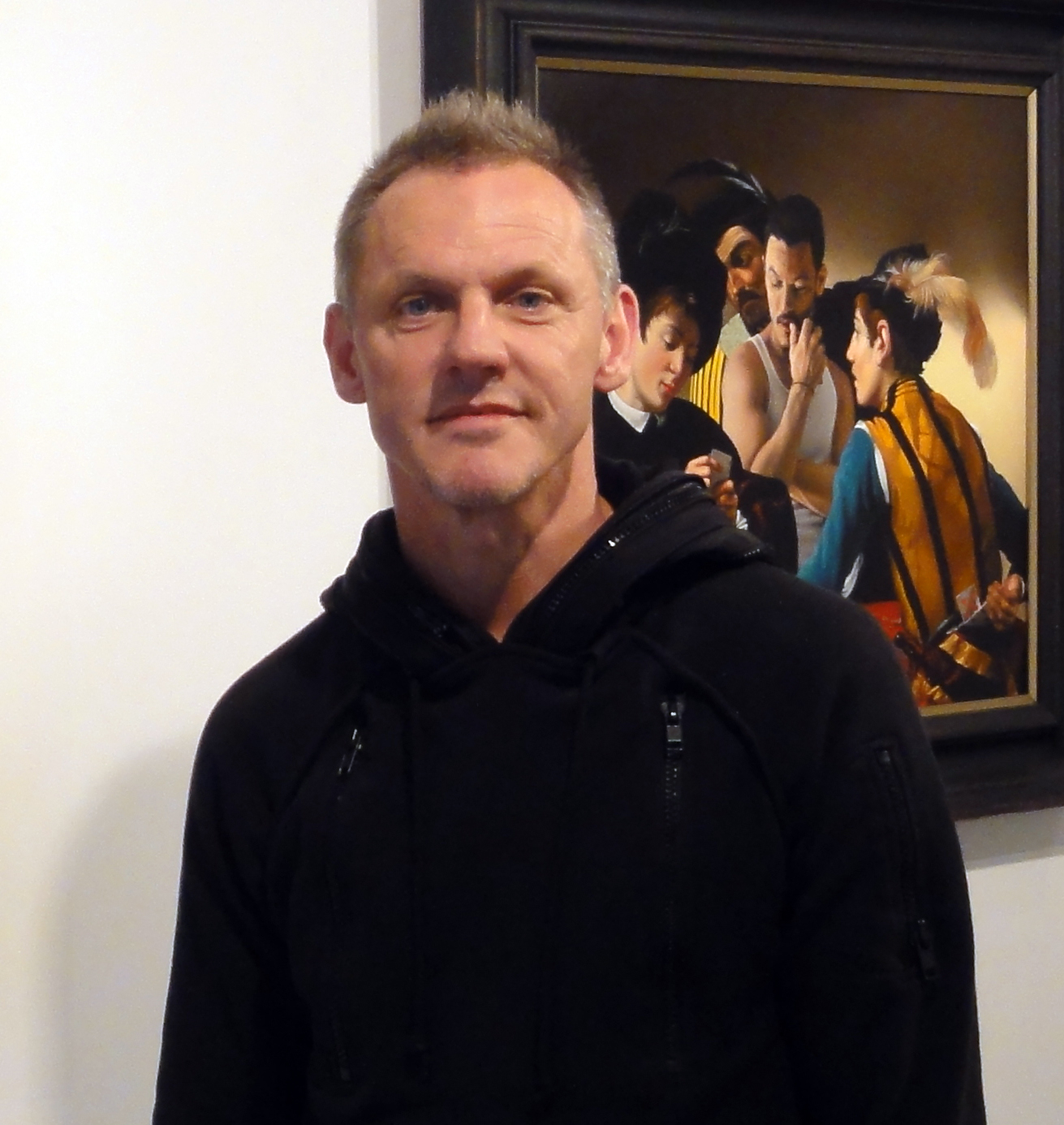
Ross Watson

Ross Watson (* 1962 in Brisbane, Australien) ist ein australischer Maler.
Watson studierte am Queensland College of Art und zog später nach Melbourne, wo er 1984 seine erste Einzelausstellung hatte. Seit 2000 existiert seine eigene Galerie in Melbourne.
Sein Werk ist durch Neuinterpretationen alter Meister ebenso geprägt wie durch hell-bunte Bilder, die den männlichen Körper in seiner Schönheit feiern. Vergleichbare Künstler sind Norbert Bisky, Pierre et Gilles und James Bidgood.
Größere Ausstellungen außerhalb Australiens hatte er in London, Los Angeles und 2009 auch in Berlin-Mitte.
Ian McKellen ist ein Fan seiner Kunst, Elton John hat einige Gemälde gekauft. Einige seiner Werke finden sich in der National Gallery of Australia.